# Saint-Michel-en-l'Herm
Saint-Michel-en-l'Herm é uma comuna francesa na região administrativa da Pays de la Loire, no departamento de Vendéia. Estende-se por uma área de 54,8 km². Em 2010 a comuna tinha 2 421 habitantes (densidade: 44,2 hab./km²).